# Cristal do Norte
Cristal do Norte é um distrito do município de Pedro Canário, no Espírito Santo . O distrito possui  cerca de 3 100 habitantes e está situado na região sul do município .